# Elwood Richard Quesada

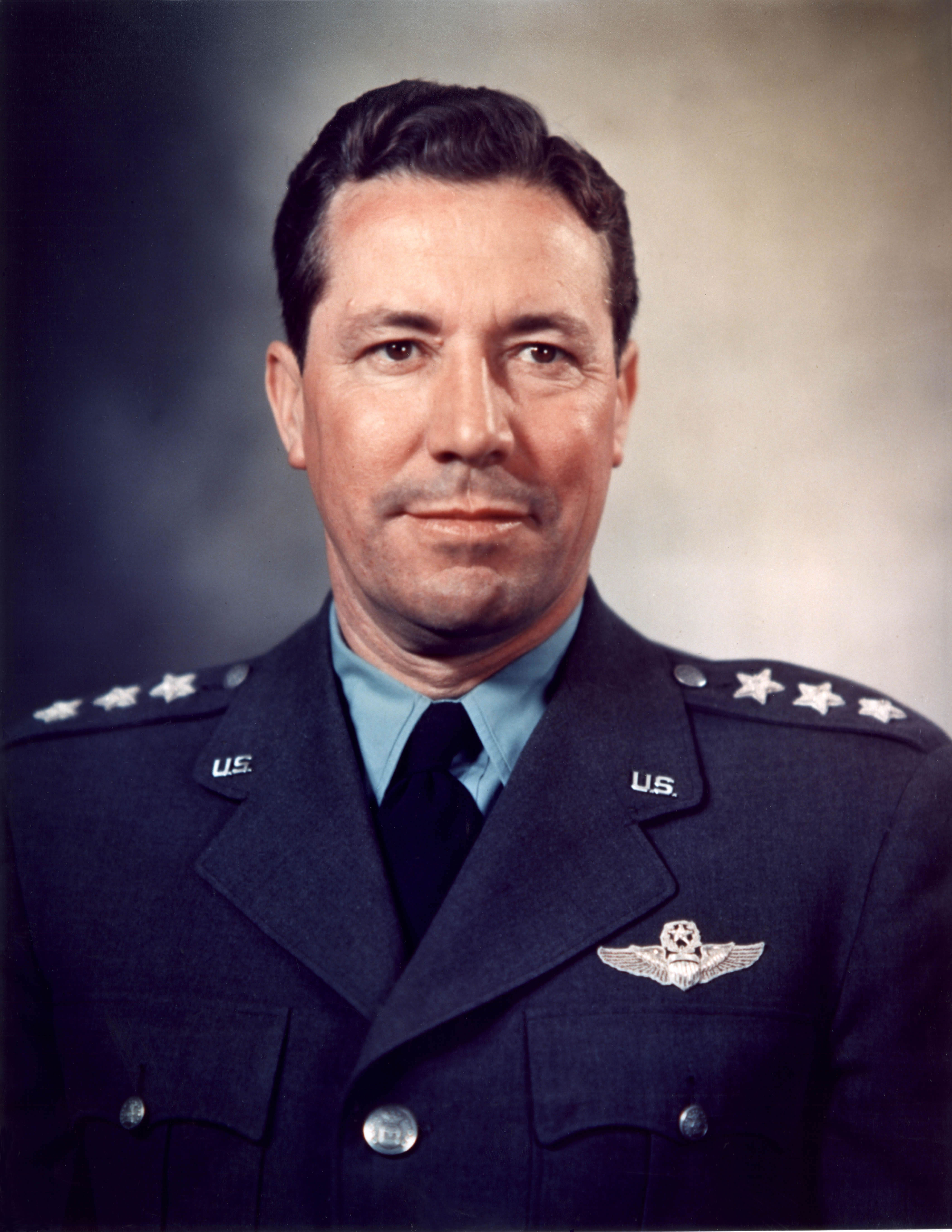
Generalleutnant Elwood Richard „Pete“ Quesada

Elwood Richard „Pete“ Quesada (* 13. April 1904 in Washington, D.C.; † 9. Februar 1993 in Jupiter, Florida) war ein US-amerikanischer Offizier der US Army Air Forces (USAAF) und zuletzt Generalleutnant der US Air Force. Er war Mitglied der „Question Mark“-Ausdauermannschaft von 1929 und wurde als ein Pionier der Luftbetankung mit dem Distinguished Flying Cross ausgezeichnet, als er in der ersten Januarwoche als Leutnant mit Oberleutnant Harry A. Halverson als Besatzungsmitglied mit Major Carl A. Spaatz und Hauptmann Ira C. Eaker in dem „Question Mark“-Fokker F.VII-Schulterdeckerflugzeug flog, das mit 151 Flugstunden mehr als sechs Tage in der Luft über Los Angeles einen kontinuierlichen Betankungsrekord aufstellte. Der Fokker-Trimotor mit Wright-Motoren flog 11.000 Meilen und wurde 43 Mal aufgetankt, wobei neun Tankungen nachts stattfanden. Er war später einer der führenden Organisatoren der taktischen Luftwaffe und einer der wichtigsten Kommandeure der Heeres-Luftstreitkräfte während des Zweiten Weltkrieges auf dem Europäischen Kriegsschauplatz. Nach dem Zweiten Weltkrieg war er der erste Kommandeur des Hauptquartiers des Taktischen Luftkommandos TAC (Tactical Air Command), dem heutigen Luftkampfkommandos ACC (Air Combat Command) in Tampa. Er hatte in dieser Funktion das Hauptquartier auf die Langley Air Force Base in Virginia verlegt, um sich in unmittelbarer Nähe zum Hauptquartier der Bodentruppen der Armee zu befinden. Er wurde zudem erster Administrator der am 1958 gegründeten Bundesluftfahrtverwaltung FAA (Federal Aviation Agency) und bekleidete dieses Amt bis 1961.

## Leben

### Ausbildung und Verwendungen als Offizier

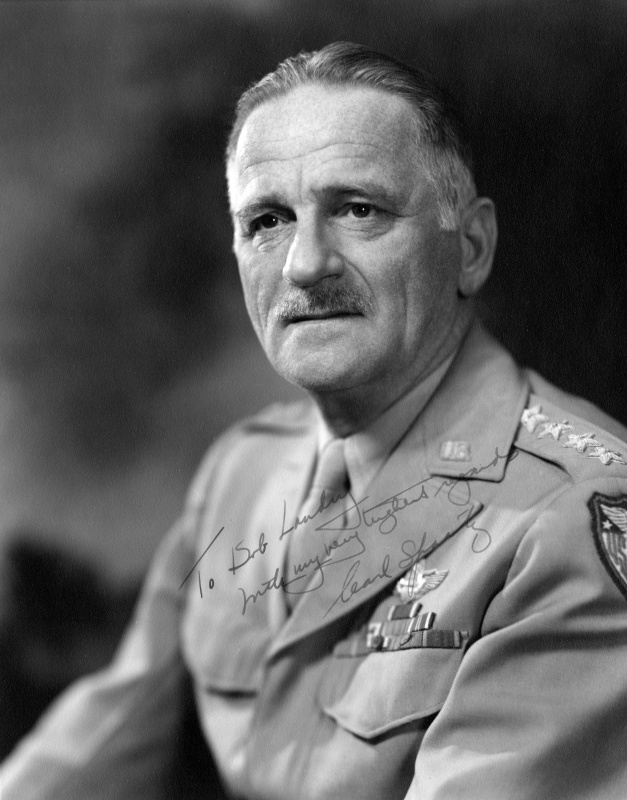
Mit dem späteren General Carl A. Spaatz unternahm Quesada 1929 als Mitglied der berühmten „Question Mark“-Ausdauermannschaft Luftbetankungsversuche und wurde mit dem Distinguished Flying Cross ausgezeichnet.

Elwood Richard „Pete“ Quesada besuchte das Wyoming Seminary in Wilkes-Barre, die University of Maryland und die Georgetown University. Er trat im September 1924 als Fliegerkadett in den Heeresfliegerdienst USAAS (US Army Air Service) ein und erhielt ein Jahr später nach der Pilotenausbildung seine „Flügel“ (Wings), woraufhin er in die Luftreserve (Air Reserve) wechselte. Er war anderthalb Jahre lang inaktiv und versuchte während dieser Zeit, als Mitglied der St. Louis Cardinals Baseball zu spielen, doch im September 1927 trat er seinen Dienst als Ingenieuroffizier am Bolling Field in Washington, D.C. an, wo er bis Juni 1928 diente. Er wurde Adjutant von Generalmajor James Fechet, dem damaligen Chef des Heeres-Luftkorps (United States Army Air Corps). Er war Mitglied der „Question Mark“-Ausdauermannschaft von 1929 und wurde als ein Pionier der Luftbetankung mit dem Distinguished Flying Cross ausgezeichnet, als er in der ersten Januarwoche als Leutnant mit Oberleutnant Harry A. Halverson als Besatzungsmitglied mit Major Carl A. Spaatz und Hauptmann Ira C. Eaker in dem „Question Mark“-Fokker F.VII-Schulterdeckerflugzeug flog, das mit 151 Flugstunden mehr als sechs Tage in der Luft über Los Angeles einen kontinuierlichen Betankungsrekord aufstellte. Der Fokker-Trimotor mit Wright-Motoren flog 11.000 Meilen und wurde 43 Mal aufgetankt, wobei neun Tankungen nachts stattfanden.

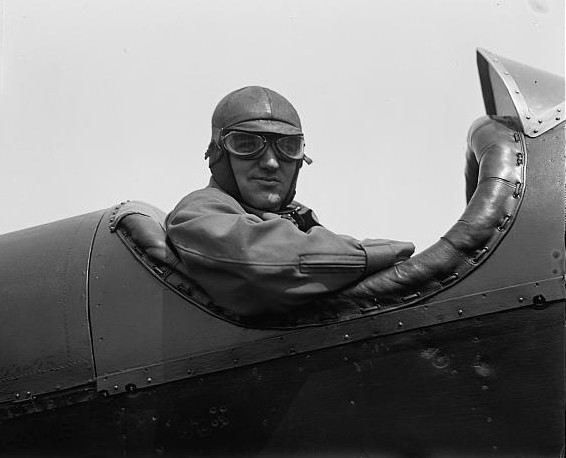
Assistant Secretary of War for Air F. Trubee Davison, dessen Adjutant Quesada 1933 war.

Anschließend fand Quesada von Oktober 1930 bis April 1932 als stellvertretender Militärattaché Verwendung an der Botschaft in Kuba. Er kehrte nach Bolling Field zurück und wurde im November 1932 zum Oberleutnant (First Lieutenant) befördert. Danach wurde er Adjutant von F. Trubee Davison, dem stellvertretenden Kriegsminister für Luftstreitkräfte (Assistant Secretary of War for Air). Quesada flog im Sommer 1933 Davison und den Abenteurer und Dokumentarfilmer Martin Johnson durch ganz Afrika, um Tiere für das New Yorker Naturkundemuseum (American Museum of Natural History) zu sammeln. Er war 1934 Chefpilot auf der Route New York City-Cleveland, als Heeresfliegerangehörige die Luftpost einflogen, und wurde ein Jahr später 1935 Kommandeur des Hauptquartiers in Langley Field in Virginia. Im April 1935 wurde er zum Hauptmann (Captain) befördert und diente zunächst als Adjutant von General Hugh S. Johnson, dem Administrator der Nationalen Wiederherstellungsverwaltung NRA (National Recovery Administration), und dann von Kriegsminister George Henry Dern.
Quesada schloss im Juni 1937 den Führungslehrgang an der Command and General Staff School in Fort Leavenworth ab und ging nach Mitchel Field in New York, wo er zwischen Juni 1937 und Juni 1938 Kommandeur (Commanding Officer) der 1. Bombardierungsstaffel (1st Bombardment Squadron) war. Anschließend wurde er von Juni 1938 bis Oktober 1940 als Technischer Berater zur Fuerza Aérea Argentina abgeordnet, den argentinischen Luftstreitkräften. Nach seiner Rückkehr fungierte er zwischen Oktober 1940 und Juli 1941 als Chef der Sektion Auslandsverbindungen der Abteilung Nachrichtendienste im Büro des Chefs des Heeres-Luftkorps.

### Zweiter Weltkrieg

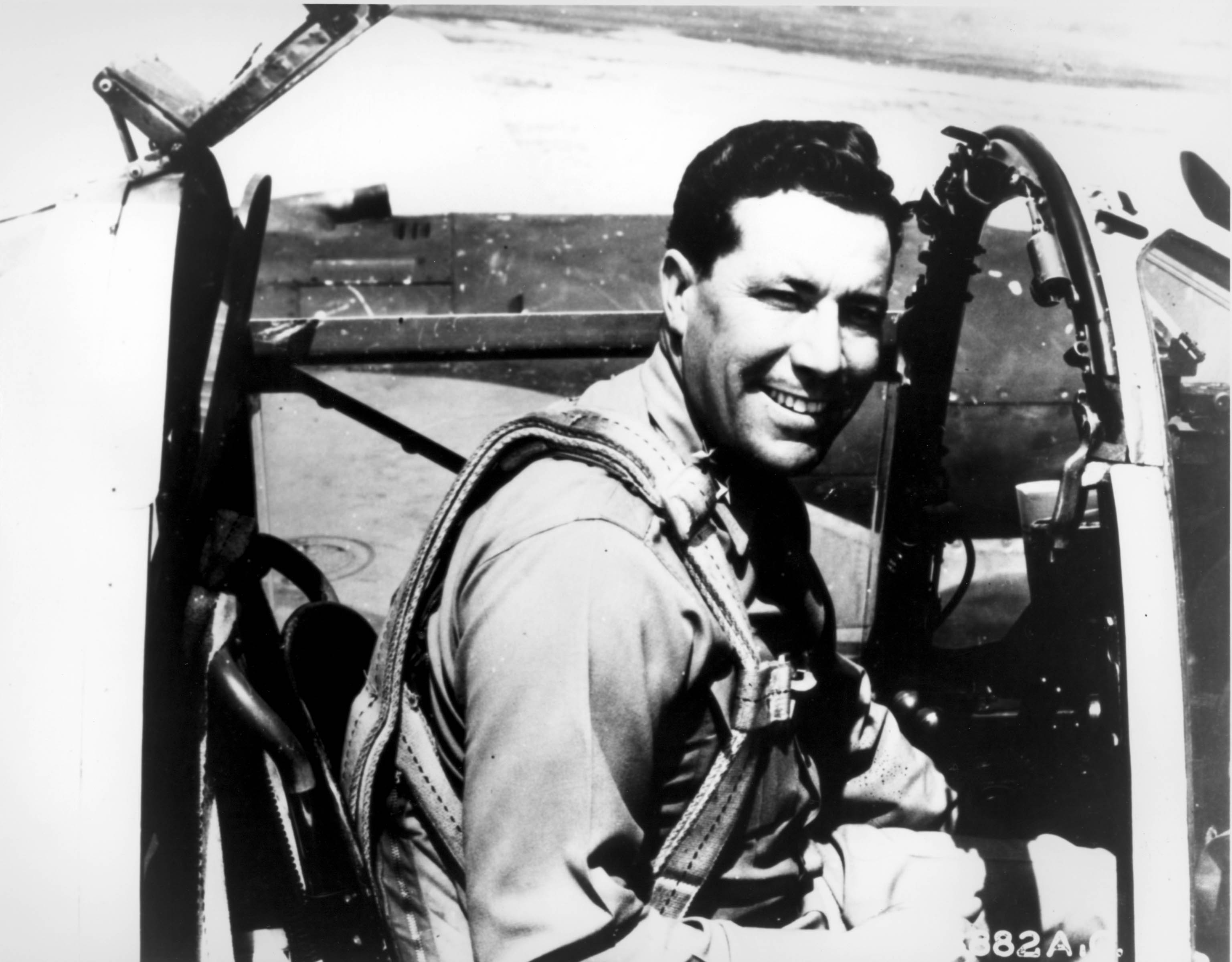
Captain Quesada (Oktober 1940)

Im Anschluss wurde „Pete“ Quesada im Juli 1941 Kommandeur der 33. Verfolgungsgruppe (33rd Pursuit Group) und bekleidete diese Funktion auch nach dem Eintritt der Vereinigten Staaten in den Zweiten Weltkrieg nach dem Angriff auf Pearl Harbor am 7. Dezember 1941 bis April 1942, wobei er in dieser Verwendung am 5. Januar 1942 den vorübergehenden Rang eines Oberstleutnants (Temporary Lieutenant-Colonel) sowie am 1. März 1942 den Rang eines Oberst (Colonel) des Luftkorps der Army of the United States verliehen bekam. Er war zwischen April und Dezember 1942 Kommandeur des Luftverteidigungsgeschwaders Philadelphia (Philadelphia Air Defense Wing) und wurde am 3. August 1942 in dieser Zeit zum Oberstleutnant der Army of the United States ernannt. Danach wurde er nach Nordafrika versetzt, wo er nach seiner Ernennung zum Brigadegeneral (Brigadier-General) der Army of the United States am 11. Dezember 1942 zunächst zwischen dem 12. Dezember 1942 und März 1943 Kommandeur des 1. Luftverteidigungsgeschwaders (1st Air Defense Wing) war. Daraufhin war er in Nordafrika von April bis Oktober 1943 in Personalunion stellvertretender Kommandierender General der Nordwestafrikanischen Luftstreitkräfte (Deputy Commanding General, Northwest African Air Force) als auch Kommandeur des 12. Angriffskommandos (12th Fighter Command).
Anschließend erfolgte seine Versetzung ins Vereinigte Königreich, wo er zwischen dem 16. Oktober 1943 und dem 16. Februar 1944 zunächst Kommandeur des IX. Angriffskommandos (IX Fighter Command) und daraufhin vom 17. Februar bis April 1944 Kommandeur des IX. Luftunterstützungskommandos (IX Air Support Command) war. Daraufhin wurde er im April 1944 Kommandeur des IX. Taktischen Luftkommandos (IX Tactical Air Command), mit dem er bis April 1944 militärische Operationen nach Frankreich, Belgien und Deutschland unternahm. Er war damit einer der führenden Organisatoren der taktischen Luftwaffe und einer der wichtigsten Kommandeure der Heeres-Luftstreitkräfte während des Zweiten Weltkrieges im Europäischen Kriegsschauplatz. Am 28. März 1944 erfolgte seine Ernennung zum Generalmajor (Major-General) der Army of the United States.

### Nachkriegszeit

Quesada war zwischen 1958 und 1961 erster Administrator der Bundesluftfahrtverwaltung FAA (Federal Aviation Administration).

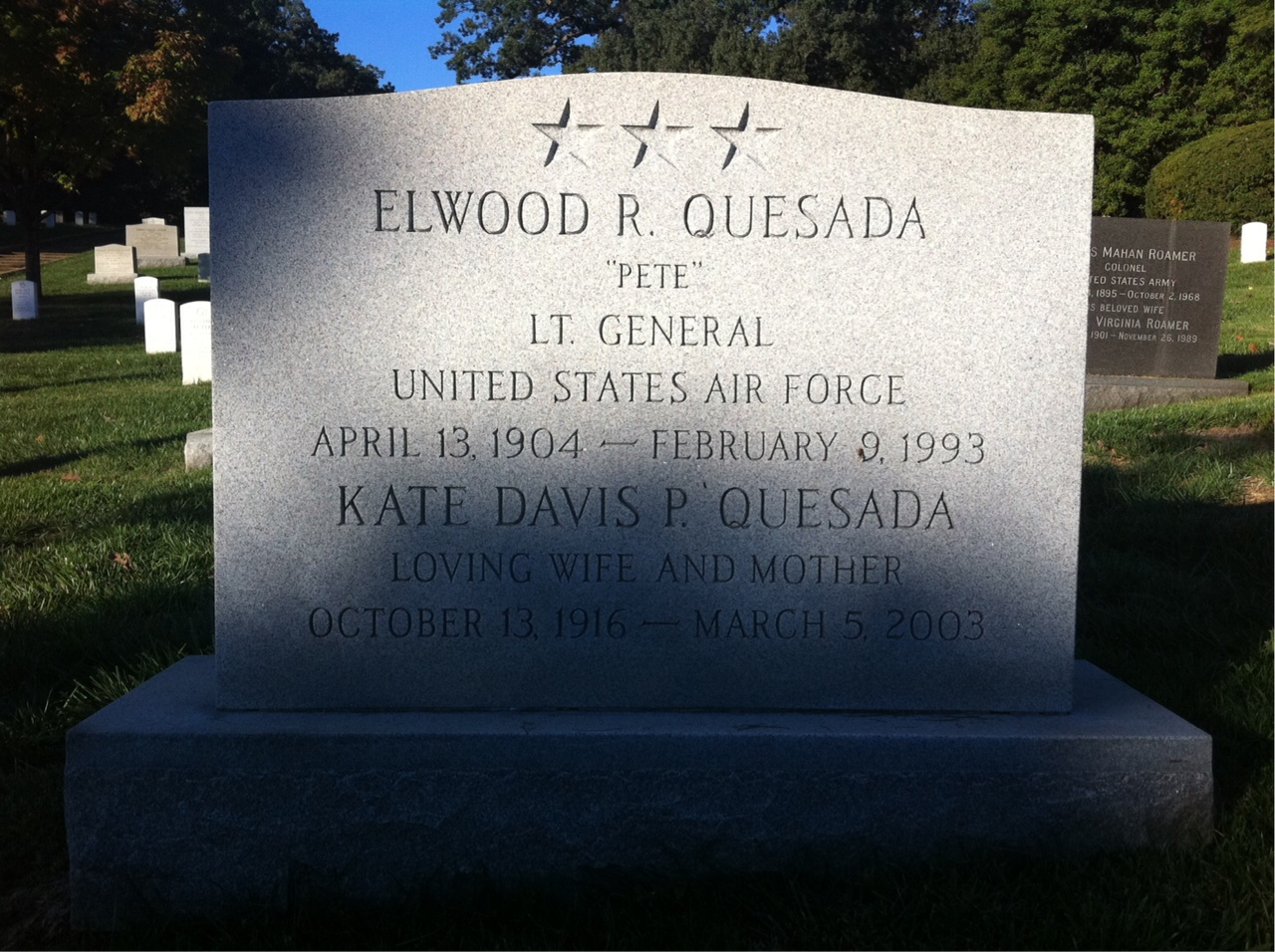
Grabstätte von Quesada auf dem Nationalfriedhof Arlington.

Kurz vor Kriegsende kehrte Generalmajor Quesada in die USA zurück und war zuerst zwischen April 1945 und Februar 1946 Assistierender Chef des Stabes der Heeres-Luftstreitkräfte für Nachrichtendienste (Assistant Chief of Staff for Intelligence, Headquarters US Army Air Forces) sowie anschließend vom 1. bis 21. März 1946 kurzzeitig Kommandierender General der Dritten Luftflotte (Third Air Force), ehe er zwischen dem 21. März 1946 und dem 23. November 1948 erster Kommandeur des Hauptquartiers des Taktischen Luftkommandos TAC (Tactical Air Command), dem heutigen Luftkampfkommandos ACC (Air Combat Command) in Tampa. Er hatte in dieser Funktion das Hauptquartier auf die Langley Air Force Base in Virginia verlegt, um sich in unmittelbarer Nähe zum Hauptquartier der Bodentruppen der Armee zu befinden.
In diese Zeit fiel auch die formelle Gründung der United States Air Force (USAF), die am 15. September 1947 als eigenständige Teilstreitkraft aus der US Army Air Forces hervorging. Er war zwischen November 1948 und August 1949 Sonderassistent für Reserveangelegenheiten beim Chef des Stabes der Luftstreitkräfte (Chief of Staff of the Air Force), General Hoyt S. Vandenberg. Danach wurde er im Oktober 1949 in das Büro der Vereinigten Stabschefs JCS (Joint Chiefs of Staff) abgeordnet, wo er bis März 1950 Vorsitzender des Gemeinsamen Technischen Planungsausschusses (Joint Technical Planning Committee) zur Gründung einer Gemeinsamen Einsatzgruppe (Joint Task Force) für die Durchführung von Kernwaffentests im Eniwetok-Atoll war. Im Anschluss war er noch von März 1950 bis Juni 1951 Kommandeur der für diese Kernwaffentests verantwortlichen Joint Task Force 3, ehe er am 31. Oktober 1951 aus dem aktiven Militärdienst schied und in den Ruhestand trat.
Elwood Quesada wurde erster Administrator der am 23. August 1958 gegründeten Bundesluftfahrtverwaltung FAA (Federal Aviation Agency) und bekleidete dieses Amt bis zum 20. Januar 1961, woraufhin Najeeb Halaby seine Nachfolge antrat.
Anschließend bekleidete er Führungspositionen beim Chemieunternehmen Olin Industries, beim Luft- und Raumfahrttechnikunternehmen Lockheed Aircraft, Topp Industries und der Fluggesellschaft American Airlines. Er engagierte sich im Profisport, als er 1961 Eigentümer der neu gegründeten Baseballmannschaft Washington Senators wurde. Zwei Jahre später verkaufte Quesada seinen Anteil an der Mannschaft.
Elwood Richard Quesada, der seit 1946 mit Kate Davis Pulitzer Quesada (1916–2003) verheiratet war, wurde nach seinem Tode auf dem Nationalfriedhof Arlington beigesetzt. Für seine Verdienste in der Luft- und Raumfahrttechnik wurde er 2012 posthum in die National Aviation Hall of Fame aufgenommen.

## Hintergrundliteratur
- Thomas Alexander Hughes: Over lord : General Pete Quesada and the triumph of tactical air power in World War II, Free Press, New York 1995

## Auszeichnungen
Auswahl der Dekorationen, sortiert in Anlehnung an die Order of Precedence of the Military Awards:
- Army Distinguished Service Medal (2 ×)
- Distinguished Flying Cross
- Air Medal (3 ×)